# Richard Palliser
Richard David Palliser (nascut el 18 de setembre de 1981) és un jugador i escriptor d'escacs anglès, que té el títol de Mestre Internacional.
Palliser fou Campió britànic d'escacs llampec el 2006. És un prolífic escriptor d'escacs, que publica regularment a Everyman Chess, on hi treballa també com a editor i conseller. Hi ha publicat especialment llibres de la coneguda sèrie "Starting Out".